# Archie Moore
Archie Moore (* 13. Dezember 1913 oder 1916 in Benoit, Mississippi als Archibald Lee Wright; † 9. Dezember 1998 in San Diego) war ein US-amerikanischer Profiboxer.

## Laufbahn
Seinen ersten Kampf als Profiboxer bestritt Moore am 31. Januar 1936. 1944 unterlag er Charley Burley, gegen Ezzard Charles verlor er zwischen 1946 und 1948 drei Mal. 1945 verlor er durch K. o. in der sechsten Runde gegen Jimmy Bivins, den er dann aber in vier weiteren Begegnungen jeweils besiegte. Im Jahr 1949 gelang ihm der erste von vier Siegen gegen Harold Johnson.
Am 17. Dezember 1952, im Alter von 36 Jahren, kämpfte er gegen Joey Maxim in St. Louis zum ersten Mal um den Weltmeistertitel im Halbschwergewicht und gewann über 15 Runden nach Punkten. „Ageless“ Archie blieb bis zum 12. Mai 1962 Weltmeister. Zu diesem Zeitpunkt war er bereits 45 Jahre alt.
Im Schwergewicht versuchte sich Moore zeitweise ebenfalls, war aber hier weder gegen Rocky Marciano, der ihn in der neunten Runde ausknockte, noch gegen Floyd Patterson, mit dem er nach dem Rücktritt Marcianos um den vakanten Weltmeistertitel boxte, erfolgreich. Gegen Patterson verlor er am 30. November 1956 in Chicago durch K. o. in der fünften Runde.
Seinen vorletzten Kampf verlor er 1962 durch Technischen K. o. in Runde vier gegen den kommenden Star Muhammad Ali. Seinen letzten Kampf am 15. März 1963 gegen Mike DiBiase in Phoenix gewann er durch K. o. in Runde drei.
Moore gilt als der Boxer mit den meisten offiziellen K.-o.-Siegen (inoffiziell Jimmy Wilde) in der Geschichte des Boxens. 1990 wurde er in die International Boxing Hall of Fame aufgenommen.
In der unabhängigen, ewigen Computerweltrangliste BoxRec wird er als erfolgreichster Boxer aller Zeiten, ungeachtet der Gewichtsklasse angesehen.

## Sonstiges
1960 spielte Archie Moore in der Huckleberry Finn-Verfilmung „Abenteuer am Mississippi“ die Rolle des Sklaven Jim; bis 1982 übernahm er immer wieder Rollen in Filmen und Fernsehepisoden. Zu seinen Filmen zählten unter anderem Der Glückspilz und Die Unersättlichen.
Vier Tage vor seinem 82. Geburtstag starb Moore, der sich bereits 1994 einer Bypass-Operation hatte unterziehen müssen, in einem Pflegeheim in San Diego an Herzversagen.